# 湾坝镇
湾坝镇，原为湾坝彝族乡，是中华人民共和国四川省甘孜藏族自治州九龙县下辖的一个乡镇级行政单位。2019年12月，撤销湾坝彝族乡，设立湾坝镇，以原湾坝彝族乡所属行政区域为湾坝镇的行政区域，湾坝镇人民政府驻高碉村4组67号。

## 行政区划
湾坝镇下辖以下地区：
高碉村、挖金村、草坪子村、湾子村和小伙房村。